# BMW・i8
i8（アイ エイト）は、ドイツの自動車メーカーであるBMWが製造・販売していたプラグインハイブリッドカーである。モデルコードはクーペがI12、ロードスターはI15。

## 概要
スーパーカーを思わせるエクステリアデザインではあるが、エンジン排気量は1.5 Lと小さく、タイヤもエコタイヤを履く燃費を重視したエコカーとなっている。デザインに見合うスポーツカー的な演出として、アクセルを開けると6気筒エンジン風の電子音が室内のスピーカーから流され、車体下にあるスピーカーから周囲に発せられるメカニズムが組み込まれている。
コンセプト面で関連のあるi3等と同じくドイツ・ライプツィヒ工場で組み立てられるものの、i8向けの炭素繊維強化プラスチック（CFRP）部品に関しては同国ランツフート工場が製造を担当する。また、乗降ドアにはBMW車で初となるバタフライドアを採用している。

### メカニズム

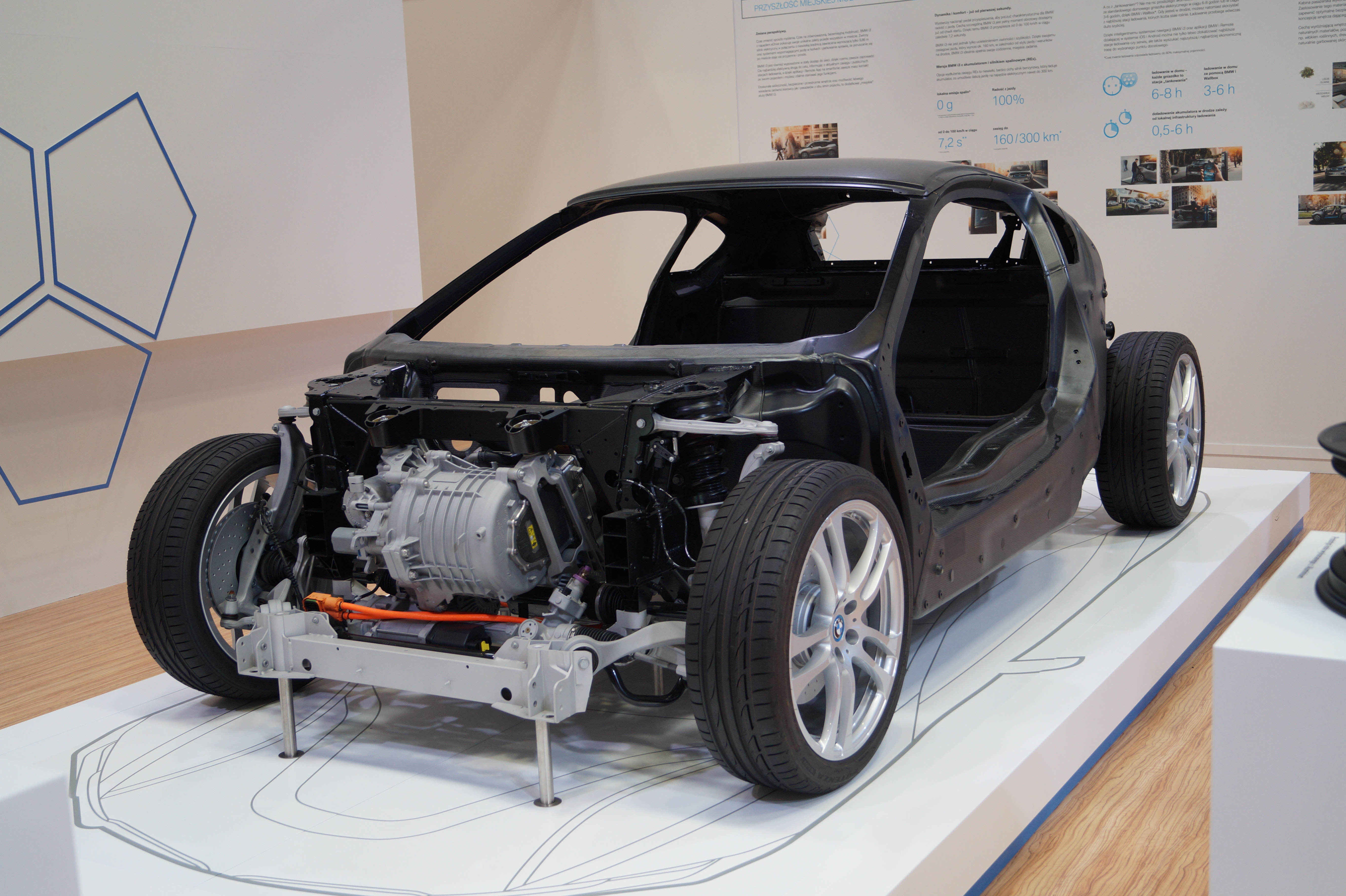
全面的にカーボン製とされたボディ

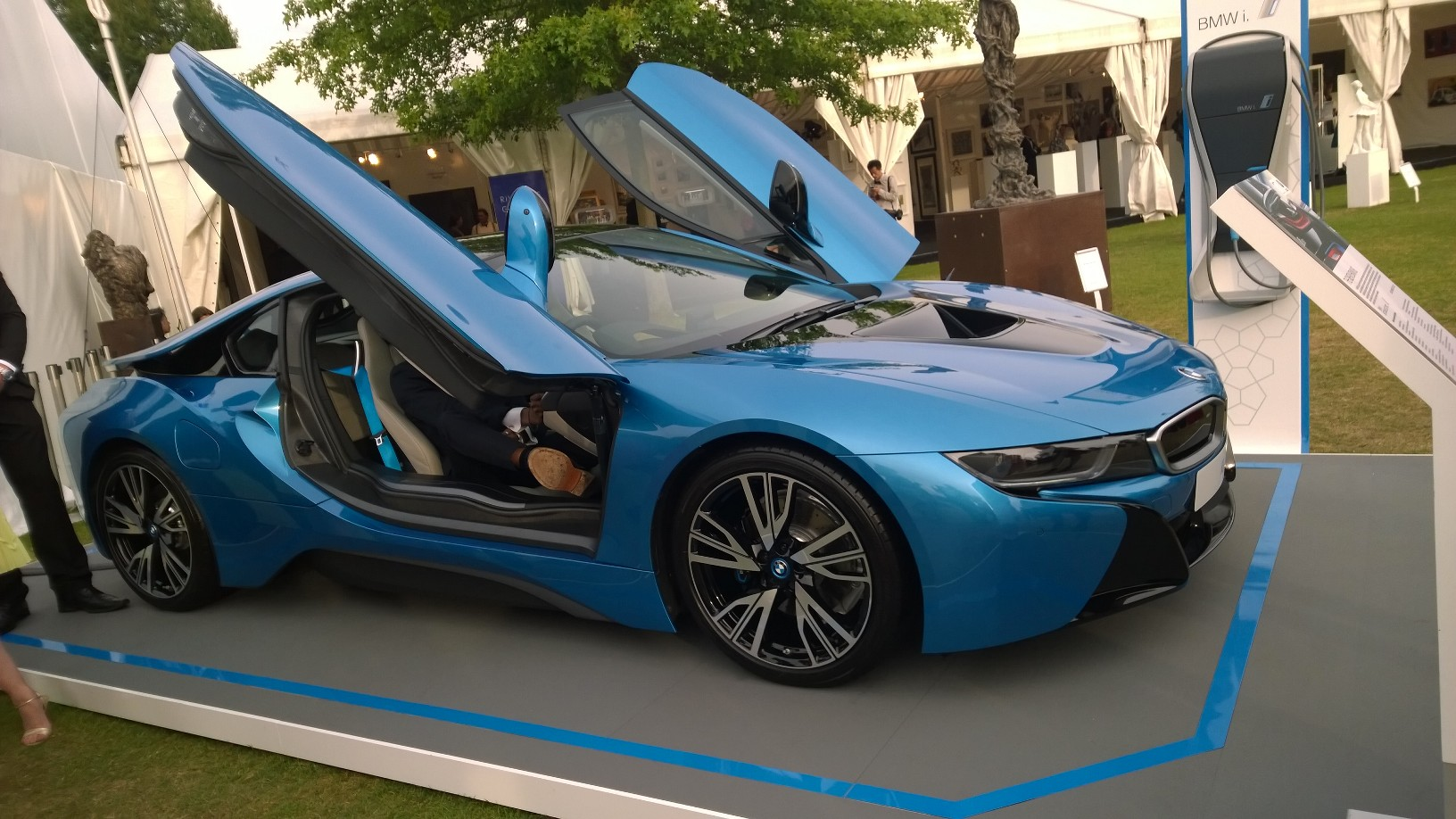
バタフライドアを開放した状態

CFRP製ボディの基礎となるシャシにはバックボーン構造によるセパレートフレームが採用され、バッテリーケースを兼ねるとともにアルミニウム合金製とすることで軽量・高剛性化も実現している。
パワートレインは、基礎構造がミニと共通である1.5 L 直列3気筒ターボの新世代モジュラーエンジンをリアミッドシップに搭載し、フロントには電気モーターを配置するプラグインハイブリッドシステムが搭載される。システムトータルで最高出力362 PS、最大トルク58.1 kgmを発生し、これに6速ATが組み合わせられる。0-100 km/h加速はクーペが4.4秒、ロードスターが4.6秒で、最高速度は250 km/hでリミッターが作動。モーターのみでの航続距離は最大35 kmである。

## 沿革
- 2009年9月、「BMW Vision Efficient Dynamics」をフランクフルトモーターショーにおいて発表。パワートレインには、直列3気筒ディーゼルターボエンジンとフロント用・リア用の計2つのモーターを組み合わせたプラグインハイブリッドシステムを搭載。エンジンはリアミッドシップに搭載し、システムトータルでの出力は356ps、トルクは800Nmとアナウンスされた[4]。ポリカーボネート製のバタフライドアを採用している。

- 2011年、「BMW Vision Efficient Dynamics」を元により市販仕様に近づけたコンセプトモデルとして「BMW i8 Concept」を発表[5]。アルミニウム製のシャシにカーボン製のキャビンを組み合わせ、バタフライドアを採用。前輪はモーターで駆動し、後輪はミッドシップに搭載された1.5Lの直列3気筒エンジンで駆動するプラグインハイブリッドとなっている。同年9月に開催のフランクフルトモーターショー、次いで12月の東京モーターショーに出展された。

- 2013年9月、BMW i8の市販モデルを正式発表し、フランクフルトモーターショーで初公開された[6]。

- 2013年11月13日、日本で注文受付を開始。納車は2014年夏以降と案内された[7]。

- 2015年3月、ドバイ警察でパトカーに採用された[8]。

- 2016年5月30日、BMWの創立100周年記念の特別記念車としてレッドエディションが発表[9]され、20台限定で受注を開始した。

- 2016年8月5日、イングランドプレミアリーグ・レスター・シティFCの2015-16シーズン奇跡の優勝を記念して、クラブオーナーがレスターブルーに染められた同車を各選手へプレゼントした[10]。

- 2020年4月、生産終了。

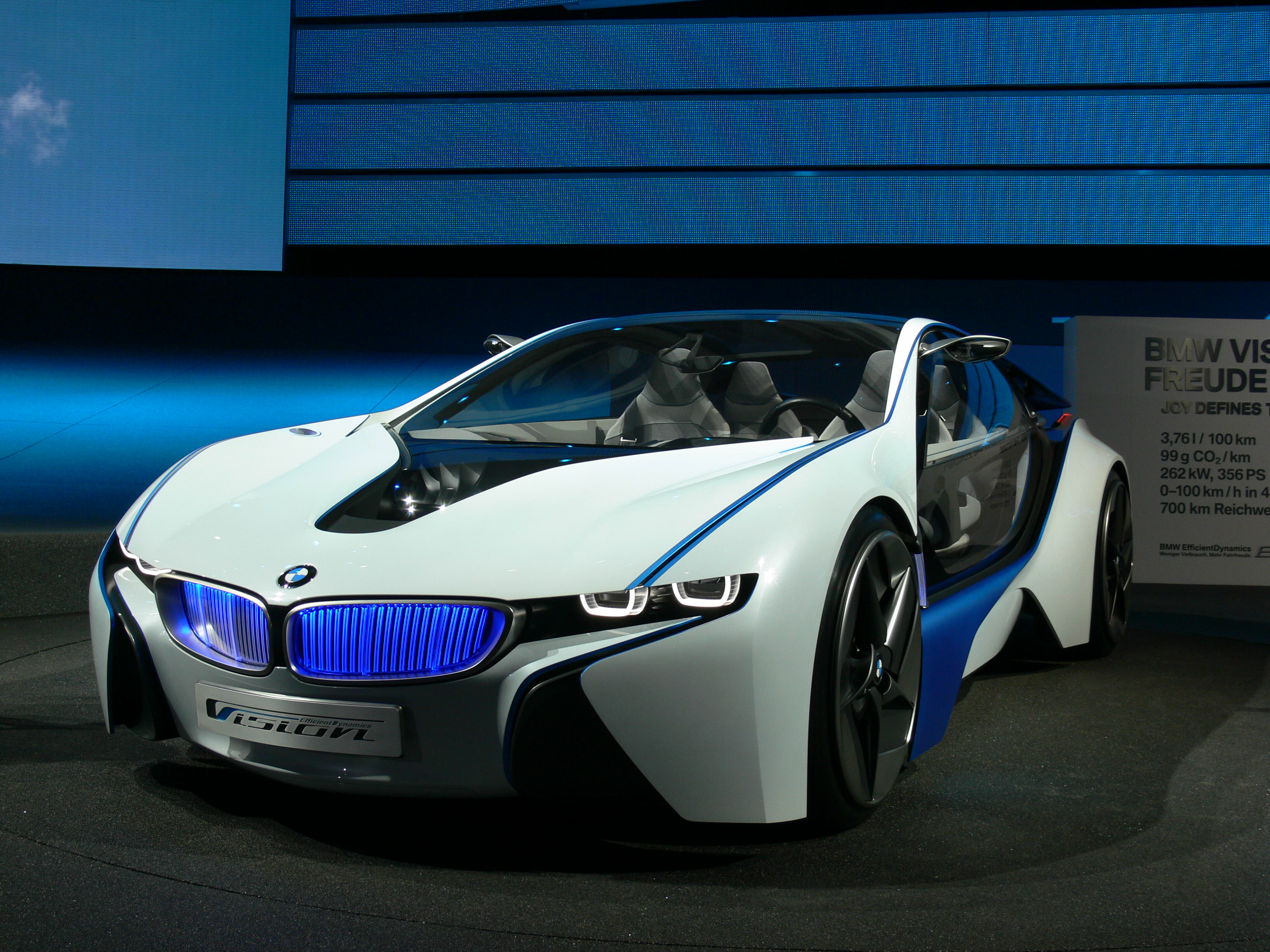
BMW Vision Efficient Dynamics（2009年）
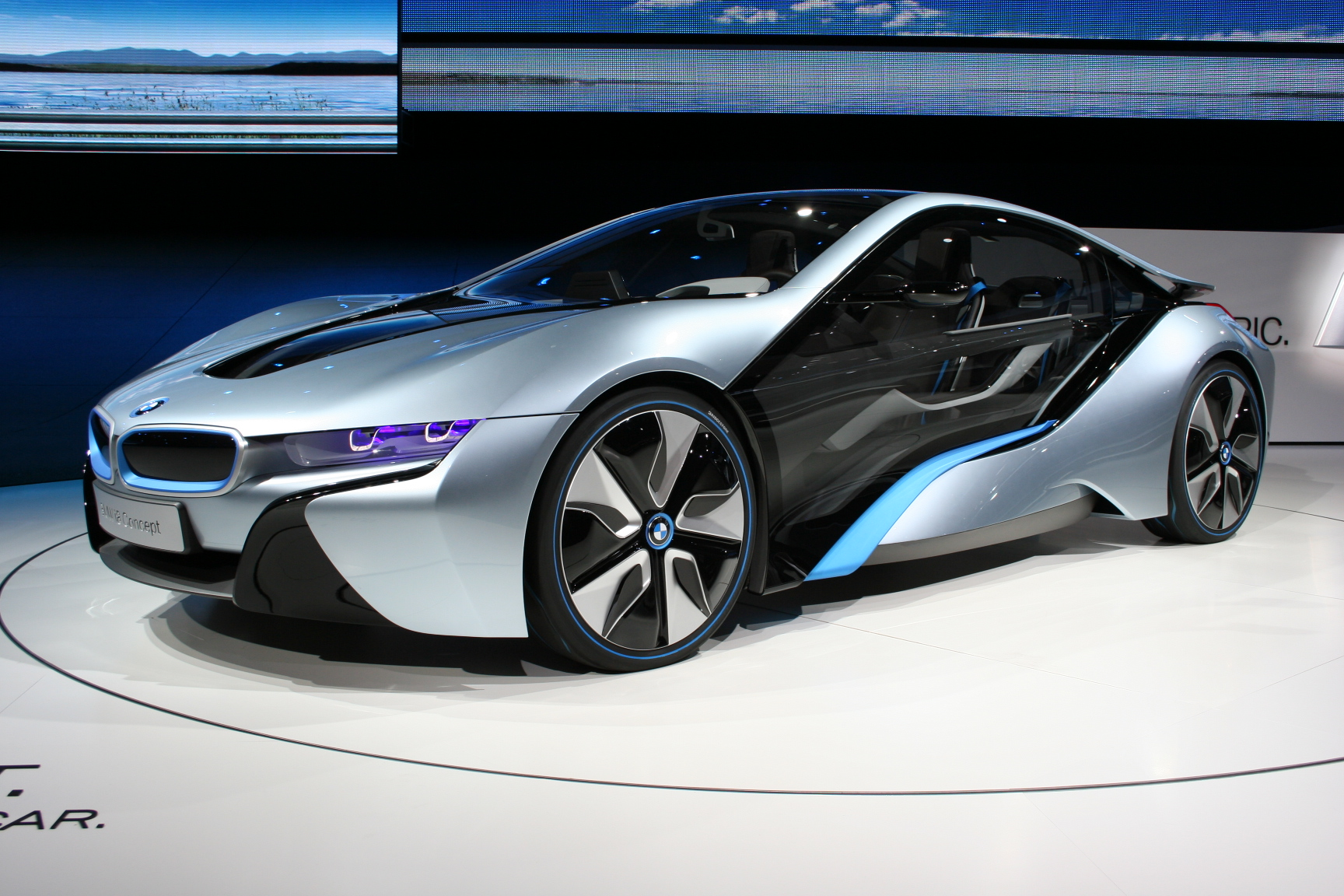
BMW i8 Concept（2011年）
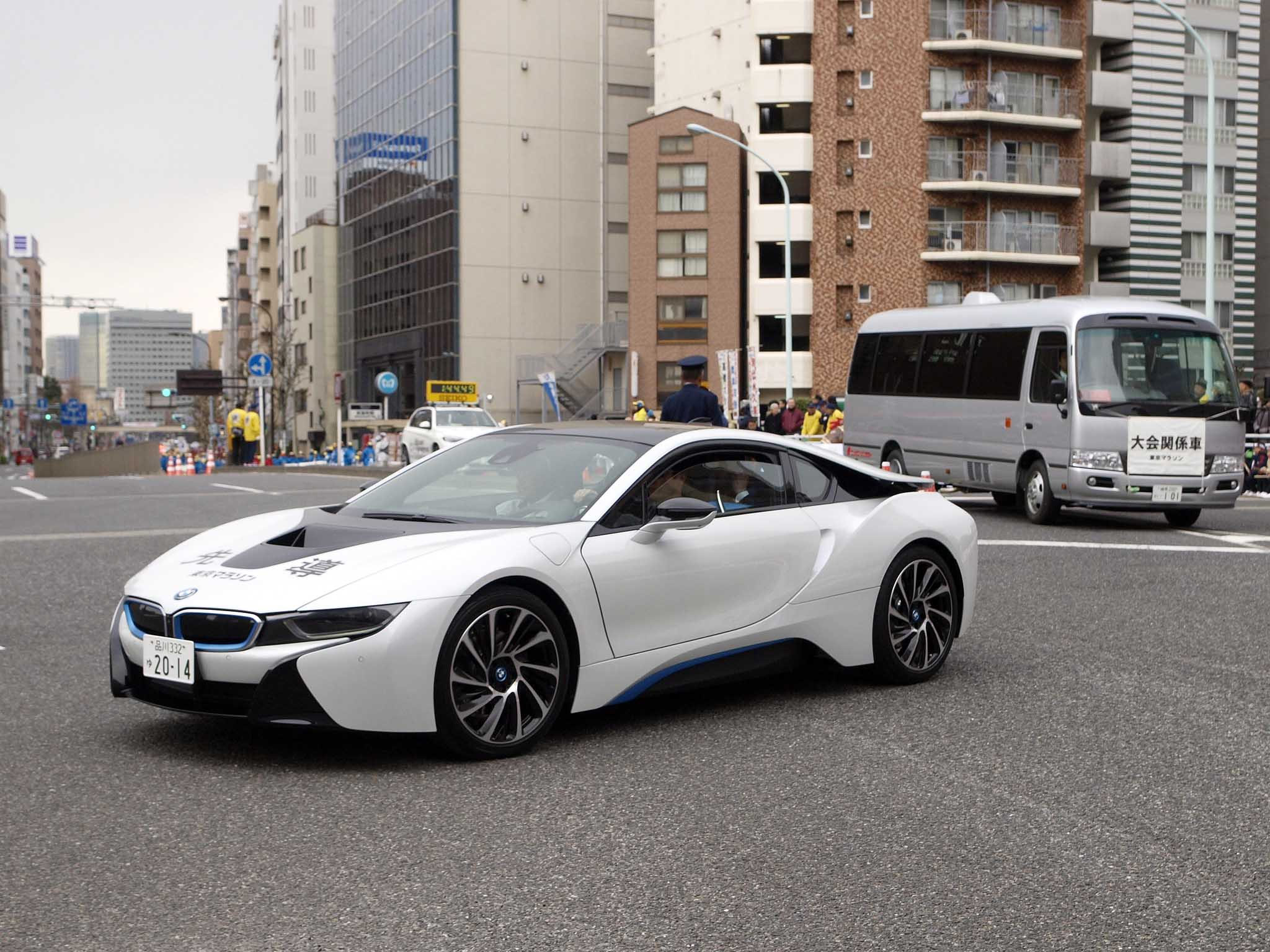
東京マラソン2014先導車
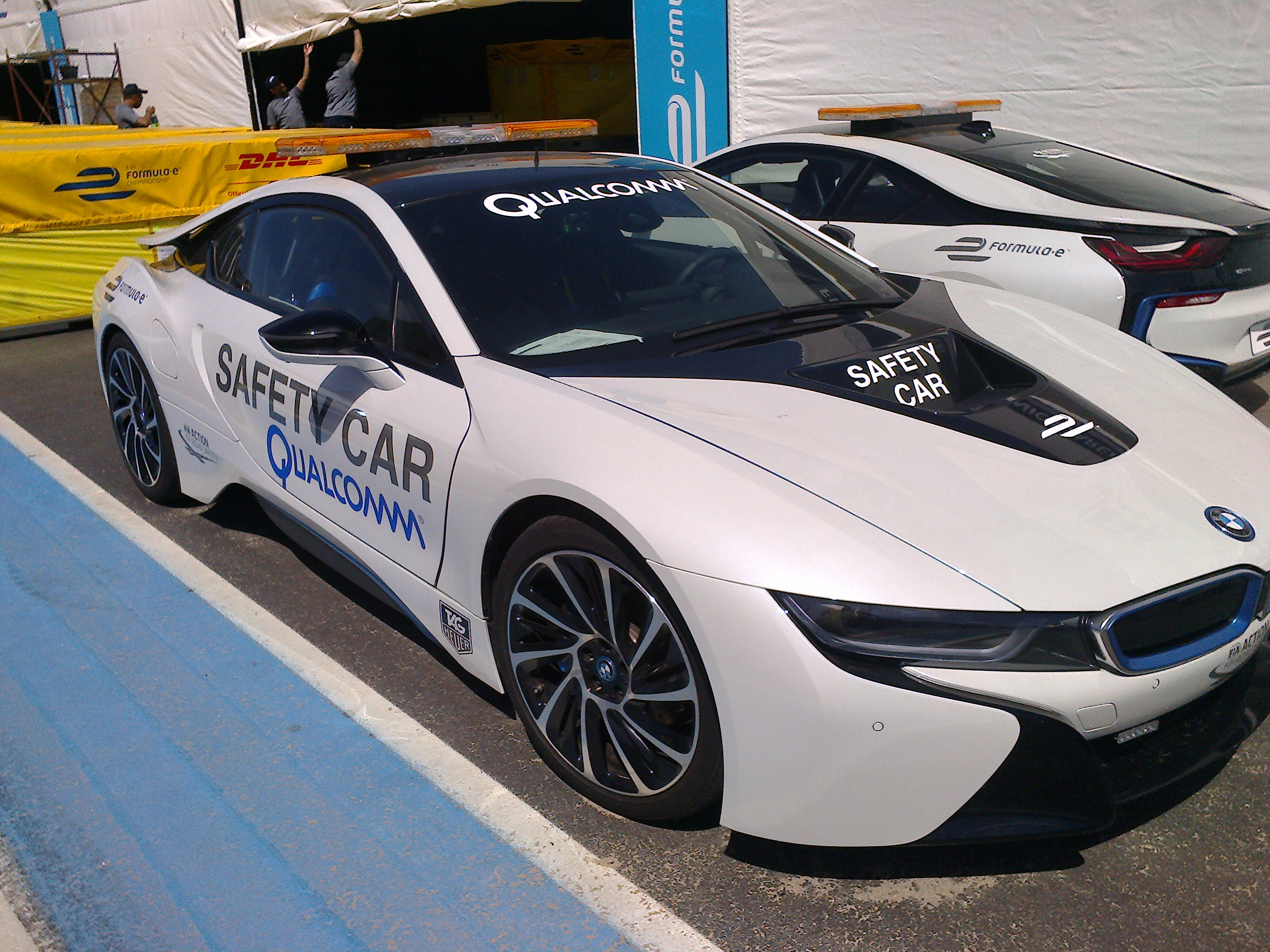
フォーミュラEセーフティカー仕様

## 仕様
| I12/I15（2013年 - 2020年） | I12/I15（2013年 - 2020年） | I12/I15（2013年 - 2020年） | I12/I15（2013年 - 2020年） | I12/I15（2013年 - 2020年）        | I12/I15（2013年 - 2020年）          | I12/I15（2013年 - 2020年） | I12/I15（2013年 - 2020年） |
| グレード                   | 型式                       | 排気量（cc）               | エンジン                   | 最高出力(PS/rpm)                  | 最大トルク(kgm/rpm)                 | 変速機                     | 駆動方式                   |
| -------------------------- | -------------------------- | -------------------------- | -------------------------- | --------------------------------- | ----------------------------------- | -------------------------- | -------------------------- |
| i8                         | B38K15A                    | 1,498                      | 直列3気筒DOHCターボ        | 231/5,800 (システムトータル: 362) | 32.6/3,700 (システムトータル: 58.1) | 6速AT                      | 四輪駆動                   |